# Jean-Michel Damase
Jean-Michel Damase (27. januar 1928, Bordeaux - 21. april 2013, Paris, Frankrig) var en fransk komponist, dirigent og pianist.
Damase studerede komposition og klaver på Musikkonservatoriet i Paris (1940). Vandt førstepris som pianist (1943).
Han har skrevet en symfoni, orkesterværker, kammermusik, operaer, filmmusik, balletmusik, koncertmusik, vokalværker etc.

## Udvalgte værker
- Symfoni (1952) - for orkester
- Serenade (1959) - for fløjte og strygeorkester
- Violinkoncert (1955-1956) - for violin og orkester
- 2 Klaverkoncerter (1950, 1962-1963) - for klaver og orkester